# Newfoundland and Labrador Route 440
Newfoundland and Labrador Route 440, afgekort Route 440 of NL-440, is een 40 km lange provinciale weg van de Canadese provincie Newfoundland en Labrador. De weg loopt van aan de oostrand van de stad Corner Brook, aan de westkust van het eiland Newfoundland, in noordwestelijke richting langsheen de noordoever van Humber Arm. 

## Traject
Route 440 begint aan een op- en afrittencomplex van de Trans-Canada Highway, ten oosten van de stad Corner Brook. Van daaruit loopt de weg 6,5 km noordwaarts tot in de gemeente Hughes Brook. Daarna draait de weg richting Humber Arm, een zeearm die deel uitmaakt van de Bay of Islands. Route 440 volgt de noordelijke oever van die baai en doorkruist al doende de gemeenten Irishtown-Summerside, Meadows, Gillams en McIvers.
Het kustdorp McIvers ligt nabij Woods Island, alwaar Humber Arm de open wateren van de Bay of Islands bereikt. Vanaf daar gaat Route 440 in noordnoordoostelijke het binnenland in. Na 7 km komt de weg op zijn eindpunt in het dorp Cox's Cove dat gelegen is aan Middle Arm, een andere zijarm van de Bay of Islands.